# Bernhard Widmer
Bernhard Widmer (* 20. August 1876 in Gossau; † 28. Oktober 1952 in Zürich; heimatberechtigt in Zürich und Mosnang) war ein Schweizer Politiker.

## Leben
Widmer war Maschinenschlosser und Monteur, 1907 Sekretär und ab 1910 Präsident des Christlichsozialen Gewerkschaftskartells in Zürich. Ab 1917 war er Verwaltungsratspräsident der Schweizerischen Genossenschaftsbank. Zusammen mit Georg Baumberger gründete er 1904 die Christlichsoziale Partei im Kanton und in der Stadt Zürich und war 1926 städtischer und von 1931 bis 1935 kantonaler Parteipräsident.
Von 1913 bis 1931 war Widmer Mitglied des Grossen Stadtrats in Zürich, den er 1923/1924 präsidierte, und von 1917 bis 1939 im Zürcher Kantonsrat. Bei den Schweizer Parlamentswahlen 1928 wurde er in den Nationalrat gewählt, dem er bis 1947 angehörte.